# Gulf Port
Gulf Port é uma vila localizada no estado americano de Illinois, no Condado de Henderson.

## Demografia
Segundo o censo americano de 2000, a sua população era de 207 habitantes.
Em 2006, foi estimada uma população de 222, um aumento de 15 (7.2%).

## Geografia
De acordo com o United States Census Bureau tem uma área de
6,3 km², dos quais 3,9 km² cobertos por terra e 2,4 km² cobertos por água.

## Localidades na vizinhança
O diagrama seguinte representa as localidades num raio de 16 km ao redor de Gulf Port.